# Dolskie Jezioro
Dolskie Jezioro – przepływowe jezioro rynnowe w woj. pomorskim, w pow. bytowskim, w gminie Miastko, leżące na terenie Pojezierza Bytowskiego.
Według urzędowego spisu opracowanego przez Komisję Nazw Miejscowości i Obiektów Fizjograficznych (KNMiOF) nazwa tego jeziora to Dolskie Jezioro.
Powierzchnia zwierciadła wody według różnych źródeł wynosi od 37,5 ha do 34,8 ha
Zwierciadło wody położone jest na wysokości 181,7 m n.p.m. Głębokość maksymalna jeziora wynosi 30,0 m lub 30,1 m.
W oparciu o badania przeprowadzone w 1993 roku wody jeziora zaliczono do II klasy czystości.
Jezioro położone jest w wąskiej i głębokiej rynnie polodowcowej. Zachodnia i południowozachodnia linia brzegowa charakteryzuje się w miarę gęstym zalesieniem. W sąsiedztwie południowego brzegu jeziora przebiega trasa drogi krajowej nr 20 ze Stargardu do Gdyni.